# A primeira vez
Une première (em sueco:  En premiär ;  em português:  A primeira vez) é uma obra de arte realizada pelo artista sueco Anders Zorn em várias versões, a partir de 1888.

O quadro retrata uma mulher que ajuda um rapazinho tiritante a entrar na água fria de uma praia sueca.

Atualmente, a primeira versão – pintada a guache - está exposta no Museu Nacional de Belas-Artes da Suécia, em Estocolmo.